# Manna/Mirage
Manna/Mirage (1978) es el álbum debut de la banda estadounidense de jazz rock y avant-prog The Muffins. Es el trabajo más conocido del grupo y considerado generalmente el mejor de su carrera.
Fue grabado en la casa-estudio de la banda en Rockville, Maryland y editado por su sello independiente Random Radar. Las cuatro piezas del LP son extensos y complejos instrumentales (excepto por algunos segundos de diálogo en "Captain Boomerang") influenciados por bandas de Canterbury (Soft Machine, National Health), y algunas de la escena Rock in Opposition como Henry Cow.

## Lista de canciones
1. «Monkey With The Golden Eyes» (Newhouse) – 3:50
2. «Hobart Got Burned» (Newhouse-Scott-Swann-Sears) – 6:10
3. «Amelia Earhart» (Newhouse-Sears) – 15:40
4. «The Adventures Of Captain Boomerang» (Newhouse) – 23:00

## Personal
The Muffins
- Dave Newhouse – teclados, vientos, percusión
- Tom Scott – vientos, percusión, ingeniero de sonido
- Billy Swann – guitarra, bajo, percusión
- Paul Sears – batería, percusión

Personal adicional
- John Schmidt – vientos (1)
- Doug Elliot – trombón (1)
- Larry Elliot – trompeta (1)
- Steve Feigenbaum – guitarra (3 y 4)
- Greg Yaskovitch – trompeta (4)
- Colleen Scott – ingeniero de sonido